# Ромоданов Андрій Петрович
Андрій Петрович Ромоданов (11 листопада 1920, Лубни, Полтавська губернія, Українська СРР — 5 серпня 1993, Київ, Україна) — український нейрохірург, нейроонколог, засновник наукової школи. Доктор медичних наук, професор, академік АМН СРСР. Герой Соціалістичної Праці (10.11.1980). Депутат Верховної Ради СРСР 10—11-го скликань.

## Біографія
Народився 1920 року в місті Лубни (нині — Полтавська область, Україна) у родині священика, єпископа УАПЦ. Українець. У 1938 році його батько Петро Ромоданов був репресований.
Завершив навчання в середній загальноосвітній школі № 138 у Києві.
У 1942 році закінчив Київський медичний інститут, евакуйований до міста Челябінська. У роки радянсько-німецької війни з 1942 по 1945 рік служив у діючій армії командиром санітарної роти полку, начальником окремого медичного санітарного батальйону на Західному і 1-му Українському фронтах.
Після війни в 1946–1949 роках А. П. Ромоданов закінчив аспірантуру, в 1949–1950 роках завідував відділенням Київського інституту психоневрології. У 1950 році став завідувати дитячим відділенням Київського інституту нейрохірургії. З 1952 року — заступник директора з наукової частини, з 1964 року — директор Київського науково-дослідного інституту нейрохірургії.

Могила Андрія Ромоданова

Жив і працював у Києві. Помер на 73-му році життя 5 серпня 1993 року від заочеревинної злоякісної пухлини. Похований разом із родиною на Байковому кладовищі (ділянка № 7, 50°25′5.03″ пн. ш. 30°30′35.49″ сх. д. / 50.4180639° пн. ш. 30.5098583° сх. д.).

### Родина
- Дружина — Ганна Янковська-Ромоданова (1920—1998)[4][5][6][7].
  - Син — Сергій Ромоданов (1942—2016), нейрохірург, нейроонколог, доктор медичних наук[8][9].

## Наукова та громадська діяльність
Наукові роботи присвячені переважно діагностиці та хірургічного лікування черепно-мозкової травми, питань дитячої нейрохірургії, пухлинних і судинних захворювань головного мозку, епілепсії. Його кандидатська дисертація присвячена діагностиці та лікуванню травматичних гранульом головного мозку (у 1955 році вийшла монографія «Травматичні гранульоми головного мозку»). У 1963 році він захистив докторську дисертацію на тему «Пухлини головного мозку у дітей» (у 1965 році вийшла монографія під тією ж назвою).
Розробив принципи надання спеціалізованої нейрохірургічної допомоги, і створив перші в Україні спеціалізовані установи для комплексного лікування хворих на епілепсію. Йому також належать дослідження з питань діагностики та лікування наслідків та ускладнень вогнепальних черепно-мозкових поранень, внутрішньочерепних крововиливів («Мозковий геморагічний інсульт»; 1971, у співавторстві).
У 1974 році був обраний дійсним членом (академіком) АМН СРСР.
У 1980-ті роки співробітники Київського інституту нейрохірургії під керівництвом А. П. Ромоданова розробляли питання хірургічного лікування артеріальних і артеріовенозних аневризм головного мозку, хіміотерапії злоякісних внутрішньомозкових пухлин. Інститут став центром міжнародного співробітництва з нейроонкохіміотерапії. За участю А. П. Ромоданова розроблена ефективна методика відновного лікування порушень рухових функцій після травм, судинних захворювань і видалення пухлин головного мозку; при інституті створено відділ реабілітації і на його базі функціонує перша в СРСР кафедра реабілітації невролого-нейрохірургічних хворих Київського інституту удосконалення лікарів. А. П. Ромоданов є творцем наукової школи нейрохірургів в Україні. Він був головним нейрохірургом Міністерства охорони здоров'я Української РСР.
Поряд з науковою А. П. Ромоданов вів велику громадську роботу. Член КПРС з 1952 року. Обирався депутатом Верховної Ради СРСР, заступником голови Всесоюзного та головою Українського наукових товариств нейрохірургів, був членом виконкому Європейської асоціації нейрохірургів, почесним членом Товариства нейрохірургів імені X. Кушинга (США), Чехословацького товариства імені Я. Пуркіньє, югославського, португало-іспанського, скандинавського та інших зарубіжних товариств нейрохірургів.

## Наукові праці
Автор 450 наукових праць, з них 24 монографій, 23 винаходів. Підготував 30 докторів та 52 кандидатів наук. Основні видання:
- Атлас топической диагностики заболеваний нервной системы: учеб. пособие для мед. ин-тов. — 2-е изд., перераб. и доп. — К. : Вища шк., 1987. — 230 с.
- Метастические опухоли головного мозга. — К. : Здоров'я, 1973. — 194 с.
- Мозговой геморрагический инсульт. — К. : Здоровье, 1971. —228 с.
- Нейрохирургическая помощь в УССР. — К. : Здоров'я, 1981. — 118 с.
- Нейрохирургические аспекты геронтологии. — К. : Байда, 1995. — 415 с.
- Оперативные вмешательства при заболеваниях головного мозга — К. : Здоров'я, 1986. — 229 с.
- Опухоли головного мозга у детей. — К. : Здоров'я, 1965. —340 с.
- Опухоли спинного мозга. — К. : Здоров'я, 1976. — 167 с.
- Острые нарушения мозгового кровообращения. — К.: Здоров'я, 1980. — 160 с.
- Первичные механизмы действия иглоукалывания и прижигания. — К. : Вища шк., 1984. — 112 с.
- Родовая черепно-мозговая травма у новорожденных. — К. : Здоров'я, 1981. — 199 с.
- Саркомы головного мозга. — М. : Медицина, 1977. — 248 с.
- Сосудистая нейрохирургия. — К. : Здоров'я, 1990. —310 с.
- Сосудистая патология головного и спинного мозга. — К. : Здоров'я, 1973. — 504 с.
- Травматические гранулемы головного мозга. — К. : Госмедиздат, 1955. — 96 с.
- Хірургія мозку. — К. : Т-во «Знання» УРСР, 1966. — 47 с.
- Черепно-мозговая травма и иммунологическая реактивность организма. — К. : Здоров'я, 1991—148 с.
- Черепно-мозговая травма при алкогольной интоксикации. — К. : Здоров'я 1982. — 183 с.
- Опухоли головного и спинного мозга. — К. : [б. и.], 1990. — Ч. 3. — 378 с.
- Опухоли головного и спинного мозга. — К.: [б. и.], 1980. — Ч. 1. — 551 с. — Ч. 2. — 444 с.

## Нагороди, звання
|                                                   |  |  |
| Пам'ятна монета НБУ, присвячена Андрію Ромоданову |  |  |

Меморіальна дошка в Києві

Нагороджений двома орденами Леніна, орденом Вітчизняної війни 1-го та 2-го ступеня, орденом Трудового Червоного Прапора, двома орденами Червоної Зірки, орденом Жовтневої Революції, 15 медалями.
Указом Президії Верховної Ради СРСР від 10 листопада 1980 року Ромоданову Андрію Петровичу присвоєно звання Героя Соціалістичної Праці з врученням ордена Леніна і золотої медалі «Серп і Молот».
Доктор медичних наук (1963), професор (1964), Заслужений діяч науки і техніки Української РСР (1970). Лауреат Державної премії Української РСР (1977) та премії ім. М. Н. Бурденка (1982).

## Вшанування пам'яті
В 1993 році його ім'я присвоєне Інституту нейрохірургії АМН України.
На будинку по вулиці Великій Житомирській, 40/2 в Києві, де з 1941 по 1993 рік жив і працював вчений, в 1995 році встановлено меморіальну дошку (скульптор Олександр Скобликов).
У Києві з 2018 року існує вулиця його імені. У 2020 році Національний банк України ввів в обіг монету «Андрій Ромоданов».